# Ivanildo Fernandes
Ivanildo Jorge Mendes Fernandes (Amadora, 26 de marzo de 1996), más conocido como Ivanildo Fernandes, es un futbolista caboverdiano que juega de defensa en el C. D. Nacional de la Primeira Liga.

## Trayectoria
Ivanildo Fernandes comenzó su carrera deportiva en el Sporting de Lisboa "B" en 2015, debutando como profesional el 20 de septiembre en un partido de la Liga de Honra frente al S. C. Freamunde.
En la temporada 2018-19 fue cedido al Moreirense, equipo con el que hizo su debut en la Primeira Liga el 19 de agosto de 2018, en un partido frente al C. D. Nacional.
En 2019 fue cedido al Trabzonspor de la Superliga de Turquía, donde solo jugó media temporada, ya que no encontró apenas continuidad en el club otomano. En el mercado de invierno siguió cedido en Turquía, aunque su destino fue el Çaykur Rizespor. En la temporada 2020-21 volvió a salir cedido en el mercado de invierno, en esta ocasión a la U. D. Almería de la Segunda División de España. El conjunto indálico se reservó una opción de compra por valor de 3 millones de euros.
En agosto de 2021 se desvinculó definitivamente de la entidad lisboeta y firmó por el F. C. Vizela. Con este equipo disputó 44 partidos antes de marcharse en agosto de 2023 al Ittihad Kalba F. C. emiratí.
En enero de 2025 regresó a Portugal después de fichar por el C. D. Nacional.

## Selección nacional
Ivanildo fue internacional sub-19, sub-20 y sub-21 con la selección de fútbol de Portugal.

## Clubes
| Club                      | País     | Año       |
| ------------------------- | -------- | --------- |
| Sporting de Lisboa "B"    | Portugal | 2015-2021 |
| Moreirense F. C. (cedido) | Portugal | 2018-2019 |
| Trabzonspor (cedido)      | Turquía  | 2019-2020 |
| Çaykur Rizespor (cedido)  | Turquía  | 2020      |
| U. D. Almería (cedido)    | España   | 2021      |
| F. C. Vizela              | Portugal | 2021-2023 |
| Ittihad Kalba F. C.       | EAU      | 2023-2024 |
| C. D. Nacional            | Portugal | 2025-     |